# Азитроміцин
Азитроміцин  — антибіотик, що належить до групи макролідів — азалідів. Використовується для лікування низки бактеріальних інфекцій, зокрема інфекції середнього вуха, ангіни, пневмонії, діареї мандрівників та деяких інших кишкових інфекцій.[джерело?] Разом з іншими ліками його також використовують при малярії.[джерело?]

## Фармакологічні властивості
Азитроміцин — антибіотик, що діє бактеріостатично, інгібуючи синтез бактеріального білка шляхом зв'язування з 50S-субодиницею рибосом. Препарат має широкий спектр антибактеріальної дії. До азитроміцину чутливі стрептококи, метицилінчутливі стафілококи, хламідії, легіонели, клостридії, Haemophilus influenzae, Moraxella catarrhalis, пастерела, фузобактерії, Porphyromonas, бліда спірохета, лістерія, борелія, нейсерії, сальмонели, шигели, єрсінії, Escherichia coli, Bordetella pertussis, Helicobacter pylori, мікоплазми, пептококи, пептострептококи. Нечутливими до азитроміцину є метицилінрезистентні стафілококи, ентерококи, більшість анаеробних бактерій.

### Фармакокінетика
Як і після внутрішньовенного введення препарату, так і після приймання всередину максимальна концентрація в крові досягається за 2-3 години. Азитроміцин швидко розподіляється в тканинах організму(концентрація препарату в 50 раз вищі в тканинах, ніж в плазмі). Біодоступність при прийманні всередину 37%, при внутрішньовенному введенні — до 50%. Антибіотик добре проникає в тканини дихальних шляхів, в тканини сечостатевої системи, в шкіру та м'які тканини. Препарат має здатність накопичуватись в лейкоцитах(як гранулоцитах, так і в моноцитах і макрофагах), що пояснює високу активність до внутрішньоклітинних збудників. Період напіввиведення препарату становить 2-4 доби, висока концентрація препарату в організмі зберігається протягом 5-7 днів після його скасовування. Виводиться азитроміцин з організму переважно з жовчю (50% дози) і нирками (12% дози).

## Показання
Інфекції, спричинені мікроорганізмами, чутливими до азитроміцину:
- інфекції ЛОР-органів (бактеріальний фарингіт/тонзиліт, синусит, середній отит);
- інфекції дихальних шляхів (бактеріальний бронхіт, негоспітальна пневмонія);
- інфекції шкіри та м'яких тканин: мігруюча еритема (початкова стадія хвороби Лайма), бешиха, імпетиго, вторинні піодерматози.
- генітальні інфекції тяжкого перебігу;
- інфекції будь-якої локалізації, які породжують мікоплазми чи хламідії.

### Лікування коронавірусної хвороби 2019
У 2020 році азитроміцином лікували коронавірусну хворобу 2019 в Україні.

## Протипоказання
Підвищена чутливість до азитроміцину або інших макролідних антибіотиків, тяжкі порушення функції печінки та нирок.

## Побічна дія
При застосуванні азитроміцину спостерігаються наступні побічні ефекти:
- алергічні реакції — висипання на шкірі, кропив'янка, свербіж шкіри, синдром Стівенса-Джонсона, синдром Лаєлла;
- з боку травної системи — нудота, блювання, діарея, метеоризм, псевдомембранозний коліт, токсичний гепатит, панкреатит;
- з боку серцево-судинної системи — тахікардія, аритмія, подовження інтервалу Q-T, фібриляція передсердь, артеріальну гіпотензія;
- інші побічні дії — порушення слуху, артралгії, інтерстиціальний нефрит, запаморочення, головний біль, судоми, кандидоз, вагініт;
- зміни в лабораторних показниках — нейтропенія, еозинофілія, тромбоцитопенія, підвищення рівня активності трансаміназ і лужної фосфатази, лактатдегідрогенази, підвищення рівня креатиніну, білірубіну.

Крім цього, відмічається біль у місці внутрішньовенної ін'єкції та місцева реакція.

## Форми випуску
Азитроміцин випускається у вигляді порошку в флаконах для ін'єкцій по 0,5 г, таблеток по 0,125 г, 0,25 і 0,5 г, а також у вигляді порошку для приготування суспензії.

## Синоніми

### Препарати, що містять азитроміцин
| Торгова назва         | Форма випуску                    | Код АТС |
| АЗАКС®                | табл. в/о                        | J01FA10 |
| АЗИМЕД®               | пор. д/ор. сусп.                 | J01FA10 |
| АЗИМЕД®               | табл. в/о                        | J01FA10 |
| АЗИМЕД®               | капс.                            | J01FA10 |
| АЗИНОМ                | капс.                            | J01FA10 |
| АЗИНОРТ               | пор. ліоф. для р-ну д/інф.       | J01FA10 |
| АЗИТ 250              | табл. в/о                        | J01FA10 |
| АЗИТ 500              | табл. в/о                        | J01FA10 |
| АЗИТРАЛ 250           | табл. в/о                        | J01FA10 |
| АЗИТРАЛ 500           | табл. в/о                        | J01FA10 |
| АЗИТРО                | табл. в/о                        | J01FA10 |
| АЗИТРО САНДОЗ®        | табл. в/о                        | J01FA10 |
| АЗИТРО САНДОЗ®        | пор. д/ор. сусп.                 | J01FA10 |
| АЗИТРОКС 250          | табл. в/о                        | J01FA10 |
| АЗИТРОКС 500          | табл. в/о                        | J01FA10 |
| АЗИТРОКС®             | пор. д/ор. сусп.                 | J01FA10 |
| АЗИТРОМАКС            | табл. в/о                        | J01FA10 |
| АЗИТРОМІЦИН           | капс.                            | J01FA10 |
| АЗИТРОМІЦИН           | табл. в/о                        | J01FA10 |
| АЗИТРОМІЦИН 1000      | табл. в/о                        | J01FA10 |
| АЗИТРОМІЦИН 250       | табл. в/о                        | J01FA10 |
| АЗИТРОМІЦИН 500       | табл. в/о                        | J01FA10 |
| АЗИТРОМІЦИН-АСТРАФАРМ | капс.                            | J01FA10 |
| АЗИТРОМІЦИН-БХФЗ      | капс.                            | J01FA10 |
| АЗИТРОМІЦИН-ЗДОРОВ'Я  | капс.                            | J01FA10 |
| АЗИТРОМІЦИН-КР        | капс.                            | J01FA10 |
| АЗИТРОМІЦИН-КРЕДОФАРМ | пор. ліоф. для р-ну д/інф.       | J01FA10 |
| АЗИТРОМІЦИН-РАТІОФАРМ | табл. в/о                        | J01FA10 |
| АЗИТРОМІЦИН-ФАРМЕКС   | пор. ліоф. для р-ну д/інф.       | J01FA10 |
| АЗИЦИН®               | табл. в/о                        | J01FA10 |
| АЗИЦИН®               | капс.                            | J01FA10 |
| АЗІАДЖІО              | табл. в/о                        | J01FA10 |
| АЗО                   | табл. в/о                        | J01FA10 |
| ДЕФЕНЗ                | табл. в/о                        | J01FA10 |
| ЗАТРИН 250            | табл. в/о                        | J01FA10 |
| ЗАТРИН 500            | табл. в/о                        | J01FA10 |
| ЗЕТАМАКС®             | гранули пролонг. дії д/ор. сусп. | J01FA10 |
| ЗИОМІЦИН®             | табл. в/о                        | J01FA10 |
| ЗИРОМИН               | табл. в/о                        | J01FA10 |
| ЗИТ-250               | капс.                            | J01FA10 |
| ЗИТРОКС               | табл. в/о                        | J01FA10 |
| ЗИТРОКС               | сусп. д/перор. заст.             | J01FA10 |
| ЗИТРОЛЕКС® 250        | капс.                            | J01FA10 |
| ЗИТРОЛЕКС® 500        | капс.                            | J01FA10 |
| ЗИТРОЛИД®             | капс.                            | J01FA10 |
| ЗИТРОЦИН              | табл. в/о                        | J01FA10 |
| ЗОМАКС®               | табл. в/о                        | J01FA10 |
| ОРМАКС                | порошок                          | J01FA10 |
| ОРМАКС                | капс.                            | J01FA10 |
| ОРМАКС                | пор. д/сусп.                     | J01FA10 |
| СУМАМЕД®              | табл. в/о                        | J01FA10 |
| СУМАМЕД®              | ліоф. для р-ну д/інф.            | J01FA10 |
| СУМАМЕД®              | капс.                            | J01FA10 |
| СУМАМЕД®              | пор. д/ор. сусп.                 | J01FA10 |
| СУМАМЕД® ФОРТЕ        | пор. д/сусп. д/перор. заст.      | J01FA10 |
| ХЕМОМІЦИН®            | табл. в/о                        | J01FA10 |
| ХЕМОМІЦИН®            | капс.                            | J01FA10 |

### Комбіновані препарати
| азитроміцин + секнідазол + флуконазол |               |         |
| ------------------------------------- | ------------- | ------- |
| Торгова назва                         | Форма випуску | Код АТС |
| ВЕНРО КІТ                             | комбі-упак.   | G01AX   |
| ГІНЕКИТ®                              | комбі-упак.   | G01AX   |
| ДАЗЕЛ                                 | комбі-упак.   | G01AX   |